# Ісландська кухня

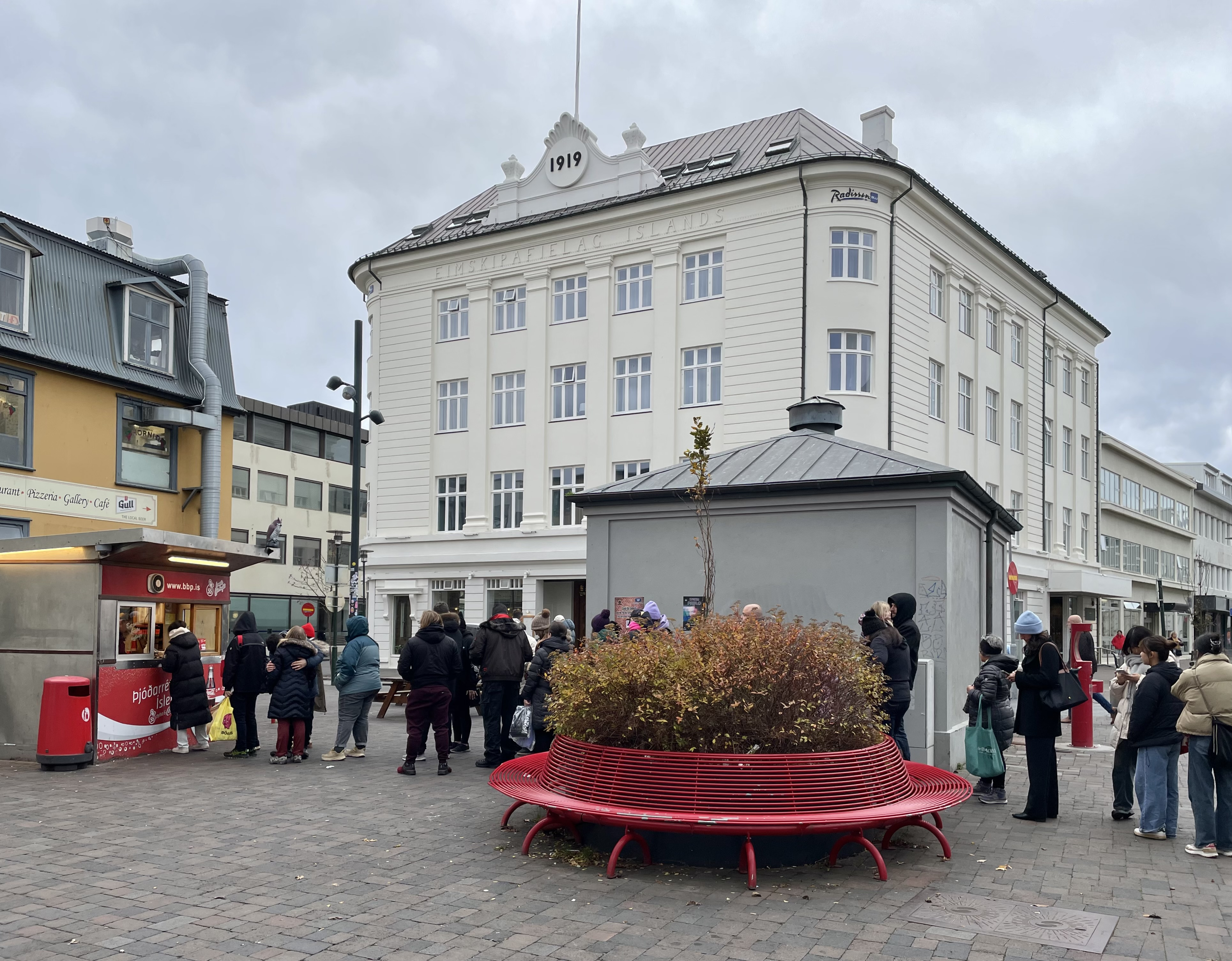
Хот-доги популярні в Ісландії. Цей стенд у Рейк’явіку відомий, і люди стоять у черзі.

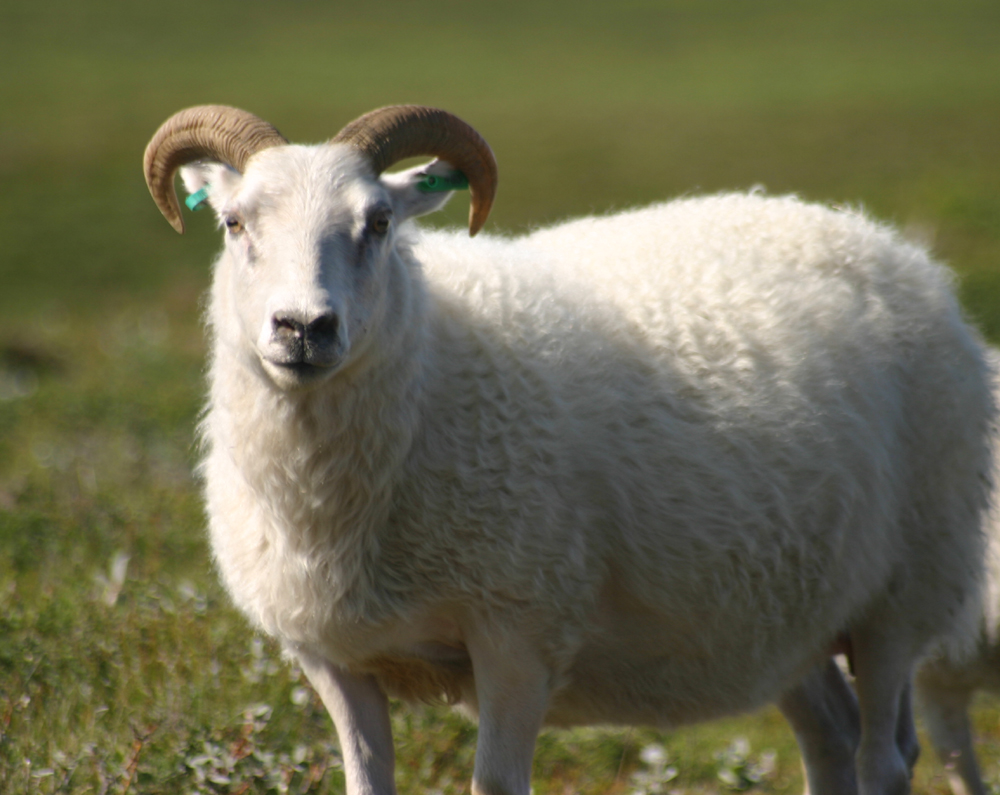
Ісландська вівця

Ісландська кухня — національна кухня ісландського народу, що є також кухнею народів Ісландії.

## Опис

### Їжа
Традиційна ісландська кухня базується на рибі та морепродуктах. Основу раціону складає риба різного приготування, особливо тріска, оселедець і лосось у всіх видах. Украй популярні маринований лосось (гравлакс), маринований зі спеціями оселедець — (сілд), замаринована овеча голова (свід), різноманітні бутерброди з рибою, смажена або сушена риба (гардфіскур).
Крім морепродуктів ісландці також вживають м'ясо, особливо баранину. Традиційна ісландська страва — бараняча голова, приготовлена цілою. Також поширені: ціла маринована або варена голова вівці, рубаний овечий лівер, дуже засмажене м'ясо, своєрідний шашлик з баранини, копчена ягнятина. Найвживаніша молочна страва — скір, що нагадує йогурт і сир одночасно.

### Напої
Найпопулярніший напій — кава. На відміну від більшості скандинавських країн пиво не так сильно поширене (здебільшого через свою досить високу ціну). Традиційним ісландським напоєм вважається бреннівін (щось середнє між горілкою та віскі).